# Зігфрід Міліус
Зігфрід Карл Вільгельм Міліус (нім. Siegfried Karl Wilhelm Milius; 10 червня 1916, Варен — 21 серпня 1992, Гамбург) — німецький офіцер, штурмбанфюрер СС. Кавалер Німецького хреста в золоті.

## Біографія
Син службовця Йоахіма Германа Вальтера Міліуса і його дружини Анни Кароліни Вільгельміни, уродженої Мац. Йоахім Міліус, учасник Першої світової війни, помер 5 листопада 1918 року у військовому госпіталі. Після його смерті Анна Міліус разом із сином переїхала до своїх батьків.
1 срерпня 1933 року вступив у Гітлер'югенд, 1 жовтня 1933 року — в рейхсвер. 13 жовтня 1935 року вступив у Загальні СС (особистий номер 291 568), 1 травня 1937 року — у НСДАП (партійний квиток № 4 137 183). З 1 квітня 1937 по 31 січня 1938 року навчався в юнкерському училищі СС в Брауншвейзі. 12 травня 1938 року поступив на службу в шуцполіцію.
З жовтня 1939 по 26 червня 1944 року — командир 8-ї роти 3-го піхотного полку СС «Мертва голова» (згодом — 6-й панцергренадерський полк СС «Теодор Айке») дивізії СС «Мертва голова». З 26 червня 1944 року — командир 600-го парашутного батальйону СС. 2 травня 1945 року розпустив батальйон. Бійці Міліуса розділились на невеликі групи і здались американцям.
Після Другої світової війни Міліус жив у Гамбурзі, працював істориком. До кінця життя активно брав участь у заходах бундесверу та реконструкціях подій і боїв Другої світової війни, часто відвідував випускні в Школі повітряного транспорту в Альтенштадті.

## Звання
- Шутце (1 жовтня 1933)
- Обер-шутце
- Єфрейтор
- Юнкер СС (1 квітня 1937)
- Штандртенюнкер СС (1937)
- Штандртеноберюнкер СС (1938)
- Унтерштурмфюрер СС і лейтенант шуцполіції (12 березня 1938)
- Оберштурмфюрер СС і обер-лейтенант шуцполіції (10 вересня 1939)
- Гауптштурмфюрер СС і гауптман шуцполіції (30 січня 1942)
- Штурмбанфюрер СС (30 березня 1945)

## Нагороди
- Нагрудний знак Німецької асоціації порятунку життя в бронзі
- Німецька імперська відзнака за фізичну підготовку в бронзі
- Спортивний знак СА в бронзі
- Почесна шпага рейхсфюрера СС (1938)
- Медаль «У пам'ять 13 березня 1938 року»

### Друга світова війна
- Залізний хрест 2-го і 1-го класу
- Хрест Воєнних заслуг 2-го класу з мечами
- Нагрудний знак ближнього бою в бронзі
- Нагрудний знак «За танкову атаку» в бронзі
- Нагрудний знак «За поранення» в сріблі
- Медаль «За вислугу років у поліції» 3-го, 2-го і 1-го ступеня (25 років)
- Німецький хрест в золоті (30 березня 1945)